# Ad quem
Ad quem : dal latino "al quale" espressione che, specialmente nel linguaggio giuridico, serve a indicare  un termine o un riferimento finale: dies ad quem, giorno in cui scade un termine o ancora  giudice ad quem, per indicare il giudice a cui si ricorre impugnando una sentenza emessa dal giudice di grado inferiore.

## Diritto
- Giudice - Tale locuzione può essere utilizzata, in ambito giuridico, per indicare il giudice di grado superiore in una determinata vicenda processuale (ad es.: ove un "giudice a quo" sollevi questione di legittimità Costituzionale di una norma, rivolgendosi alla Consulta, quest'ultima diventa "giudice ad quem" della questione). Il "giudice ad quem" sta in stretta relazione con il "giudice a quo" (nell'esempio citato il giudice di primo o di secondo grado sarà, di conseguenza, "giudice a quo" della questione).
- Termini temporali - La locuzione in questione è adoperata dai giuristi anche in relazione al decorrere del tempo. Ai fini delle decadenze e delle prescrizioni previste dalla legge è, infatti, necessario conteggiare con precisione il passare dei giorni al fine di esperire le diverse azioni legali. Per individuare tali "termini" bisogna aver riguardo, per l'appunto, del cosiddetto "dies a quo" (giorno iniziale) e del cosiddetto "dies ad quem" (giorno finale).